# LEITZ PHONE 1
LEITZ PHONE 1（ライツフォン ワン）は、Leicaとシャープによって共同開発された、ライカブランドとして初めてのスマートフォンである。スマートフォンには珍しい1インチの大型センサーを搭載している点が特徴である。
この「ライツ」という名前はライカの前身にあたる社名で、「ライカ」のネーミングは「ライツのカメラ」に由来する。その為今回は、「ライツのスマートフォン」として「Leitz Phone 1」と名付けられた。

## 概要

### デザイン
ボディカラーは「ライカシルバー」で、背面素材には強化ガラス、側面にライカのカメラによく施されるローレット加工を施したアルミフレームを採用している。またカメラ斜め上に「Leica」の赤ロゴがデザインされている。また、製造元のシャープの文字や機種名を示すものは配置されていない。
尚、最初からシリコン製のブラックの純正ケースと、マグネット着脱式のシルバーの専用レンズキャップが付属する。

### カメラ
「AQUOS R6」と同様、1型有効約2020万画素CMOSセンサーを採用し、F1.9の単レンズを搭載している。7枚構成のズミクロンレンズと名付けられたこのレンズは35mm判換算19mm相当と広角になっており、望遠側はデジタルズームにて対応している。また、メインカメラの右側にオートフォーカス用の”ローライトToFセンサー”が搭載されている。
1インチサイズのスマホ向けセンサーは開発当初存在しなかった為、デジカメ用センサーを搭載している。
ソフトウェアのカメラ画面もほぼ「AQUOS R6」と同様だが、オリジナル機能として「Leitz Looks」というモノクローム撮影モードが搭載され、フラッシュのアイコンや英文字のフォントがライカフォントに変更されている。また、シャッター音が「ライカM」の音を再現した「カシッ」といういかにもシャッターを切った機械的な音になっている。

### ディスプレイ
「AQUOS R6」と同様に約6.6インチ、1260×2730ピクセル（WUXGA+）のOLEDディスプレイが搭載される。そのディスプレイには、酸化物半導体の特徴である、1Hz駆動（1秒に1回の駆動）と、高いスイッチング能力により画面をなめらかに描画できるという2点が盛り込まれた。これにより、今回のディスプレイは「PRO IGZO OLED」と名付けられている。
指紋認証センサーに「Qualcomm 3D Sonic Max」が世界で初めて搭載され、同社「AQUOS zero2」と比較してロック解除までの時間は2倍に高速化され、センサーの面積も11倍に広くなった。20×30mmという超大型の認証センサーにより指2本での認証も設定可能で、セキュリティの向上が期待されている。

### 耐水・防塵性能
IPX5/8準拠の防水性能、IP6Xの防塵性能を備える。

### 通信
対応バンドは下記の通り。なお、5G対応とは言えミリ波(n257)には未対応。
|    | バンド（※はソフトバンクで提供する周波数帯）      |
| -- | ------------------------------------------------ |
| 5G | n3※/n28※/n77※/n78                                |
| 4G | B1※/2/3※/4/5/7/8※/11※/12/17/18/19/28※/38/41※/42※ |
| 3G | 850MHz/900MHz※/1.7GHz/1.9GHz/2.1GHz※             |

ネットワークは、IEEE 802.11ax（Wifi6）対応、Bluetooth 5.2、NFC(FeliCa対応)。SIMはNano SIM×1。

### AQUOS R6との違い
兄弟機としてAQUOS R6が存在し、そちらはカメラがライカ監修とされているが、この機種はUIや外見デザインを含めてトータルで監修した端末である。従って、ハードフェア的に共通部分が多い。
NTTドコモでも取り扱いがあるAQUOS R6とは異なりソフトバンク専売となっているが、ソフトバンク公式サイトから端末のみでの購入が可能である。また本機は元々SIMロックフリーだ。
価格はソフトバンク版で比較して、およそ5.4万円の差がある。